# أوتو فيلهلم هيرمان فون أبيتش
أوتو فيلهلم هيرمان فون أبيتش Otto Wilhelm Hermann von Abich (11 ديسمبر 1806 – 1 يوليو 1886) كان عالم معادن وجيولوجيًا ألمانيًا. وكان عضوا بعضوية كاملة في أكاديمية سان بطرسبرج للعلوم (عضو شرف منذ عام 1866).

## حياته
ولد في برلين وتلقى تعليمه في جامعة هومبولت.  ويرتبط عمله العلمي الأول بالإسبنيل والمعادن الأخرى. وفي وقت لاحق قام بدراسات خاصة عن الأدخنة البركانية، والرواسب المعدنية حول الفتحات البركانية، وبنية البراكين.
وفي عام 1842 تم تعيينه أستاذًا لعلم المعادن في جامعة دوربات (تارتو)، ومنذ ذلك الحين اهتم بجيولوجيا وعلم المعادن في الإمبراطورية الروسية.
أقام لبعض الوقت في تبليسي، وقام بدراسة جيولوجية المرتفعات الأرمنية (هذا المصطلح قدمه أبيتش)  والقوقاز.   وفي عامي 1844 و1845 صعد إلى بركان أرارات عدة مرات،  وقام بدراسة الحدث الجيولوجي لعام 1840 الذي كان مركزه أرارات (قرية أكوري).